# Église Saint-Sébastien de Plampinet
L'église Saint-Sébastien de Plampinet est une église située au lieu-dit Plampinet à Névache dans les Hautes-Alpes, en France.

## Histoire
Elle est classée au titre des monuments historiques depuis le 11 février 1991. Le classement comprend le bâtiment, la croix de pierre devant le bâtiment et l'enclos qui servait autrefois de cimetière devant le bâtiment.

## Description
La petite église et la chapelle abritent deux chefs-d'œuvre de la peinture murale.